# Free as a Bird
Free as a Bird je píseň britské skupiny The Beatles.

## Původ
1. ledna 1994 zatelefonoval Paul McCartney Yoko Ono, aby jí popřál k Novému roku. Tato soukromá událost vedla k další sérii rozhovorů a konečně i k osobnímu setkání, když se McCartney zúčastnil Lennonova uvedení do rokenrolové Síně slávy 19. ledna 1994. McCartney při této příležitosti dostal od Yoko Ono audiokazety s domácími demosnímky Lennonových písní Free As A Bird, Real Love, Grow Old With Me a Now And Then.
Autorství této písně je poměrně složitě popsáno. Příčinou toho je skutečnost, že vlastní verzi John Lennon nikdy nedokončil, a před nahráváním verze Beatles bylo proto potřeba její některé části dopsat. Přesně je tedy autorství popsáno takto:
- Originální kompozice John Lennon. Verze Beatles John Lennon, Paul McCartney, George Harrison a Ringo Starr.[2]

Lennon je autorem refrénu písně. Pracovat na ní začal pravděpodobně někdy ve druhé polovině roku 1977, ve svém období „muže v domácnosti“, kdy dočasně zanechal hudební kariéry, aby se mohl věnovat výchově svého syna Seana (* 9. října 1975). Právě narození syna se pro Lennona stalo částečným naplněním jeho potřeby rodinného zázemí. V této době napsal nebo začal psát i několik dalších písní, které se pak objevily na jeho albech Double Fantasy a Milk And Honey. Vesměs se v nich odráží jeho pocit svobody, když vyměnil život rokenrolové hvězdy za život rodinný.
Úvodní dvojverší střední části doplnil McCartney dalšími dvěma verši, čímž pozměnil původní Lennonův zamýšlený význam - ze vzpomínky na časy družnosti a pospolitosti se tak stal výraz touhy po urovnání vztahu. Zjevně šlo o vztah právě McCartneyho a Lennona.

## Hudební stránka
Základem pro nahrávku Beatles se stal jeden z Lennonových domácích demosnímků této písně nahraných na audiokazetě. Byl převeden do digitálního záznamu a vyrovnáno nepravidelné tempo klavírního doprovodu. Píseň osciluje mezi tóninami A-dur a C-dur, a právě tyto harmonické změny na písni upoutaly McCartneyho. K původnímu demosnímku byly postupně přidány další nástroje a zpěvové stopy. Aby se zakryly nedostatky původní nahrávky, zdvojil McCartney původní Lennonův klavírní doprovod. Původní Lennonův zpěv v refrénu byl obohacen doprovodnými zpěvy McCartneyho a Harrisona, kteří rovněž na nahrávce zpívají sólově: McCartney v nově dopsané střední části, Harrison pak při jejím zkráceném zopakování. Celá nahrávka začíná dvěma údery na malý buben a končí vloženou sekvencí střídajících se akordů na ukulele, přes které je slyšet hlas Lennona, který říká „Made for John Lennon“. Podle McCartneyho tato slova pochází z původní audiokazety a že zůstala na nahrávce, zjistili všichni až po nahrávání, když poslouchali výsledek. Jiné zdroje uvádějí, že Lennon v závěru říká „It's turned out nice again“ - frázi britského komika 40. let 20. století George Formbyho.
Od George Martina, producenta všech dosavadních nahrávek Beatles, se písni dostalo pouze opatrné podpory. Samotného nahrávání se neúčastnil, později nahrávku hodnotil jako "hutný homogenní zvuk bez dynamiky".

## Nahrávání
Původní Lennonova nahrávka vznikla v New Yorku v USA, pravděpodobně ve druhé polovině roku 1977.
Zbývající členové Beatles se na nahrávání scházeli od 11. února 1994 v nahrávacím studiu Mill v anglickém Sussexu. McCartney přišel s nápadem navodit situaci, jako kdyby Lennon odjel na dovolenou se vzkazem, aby ostatní zatím skladbu dodělali. Nahrávání a mixování pak zabralo následující dva týdny.
Producentem nahrávky byl Jeff Lynne, člen skupiny Electric Light Orchestra.

## Vydání
Píseň byla vydána 21. listopadu 1995 jako úvodní skladba na dvojitém CD The Beatles Anthology 1 na značce EMI-Apple Records pod katalogovým číslem CDP-8-34445-2.
Na CD singlu byla vydána ve Velké Británii 4. prosince 1995 a v USA 12. prosince 1995 na značce EMI-Apple Records pod katalogovým číslem 7243 8 82587 2 2. Singl dále obsahoval nahrávky I Saw Her Standing There (záznam č. 9), This Boy (záznamy č. 12 a 13) a Christmas Time (Is Here Again) (úryvek z vánočního pozdravu z roku 1967).
Videoklip k písni uzavíral 8. díl seriálu The Beatles Anthology (verze vydané na DVD). Nahrávka zde byla v úvodu doplněna o zvuk ptačích křídel.
Vydavatelská práva vlastní od roku 1995 společnost Lenono Music Inc.

## Ukázka textu
Free as a bird / it's the next best thing to be / free as a bird. / Home, home and dry / like a hummingbird I fly / on the bird of wings.

### Český překlad
Volný jako pták / je to jedna z nejlepších věcí být / volný jako pták. / Domů, domů a do sucha / jako kolibřík létám / na křídlech ptáků.

## Obsazení
- John Lennon - sólový zpěv, klavír
- Paul McCartney - doprovodný zpěv, akustická kytara, baskytara
- George Harrison - doprovodný zpěv, sólová kytara
- Ringo Starr - bicí nástroje